# Olivetti Echos 44 Color

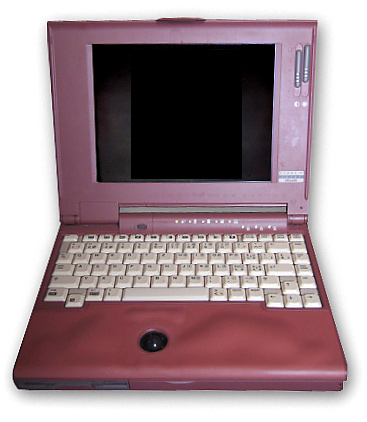
Echos 44 Color von Olivetti

Der Olivetti Echos 44 Color ist ein Personal Computer (PC) der italienischen Firma Olivetti der von Michele De Lucchi gestaltet wurde.  Hergestellt wurde er ab 1993. Der Computer gewann mehrere Designpreise, unter anderem MAU Industrial Design Award-Selezione und Compasso D'Oro-Selezione, ADI.
Der Echos hat eine gummierte Handablage, einen für damalige Verhältnisse sehr guten und großen farbigen LC-Bildschirm und war sehr flach und kompakt. Er verfügte bereits über einen Ruhezustand. Der Akkumulator hatte eine Laufzeit von ca. 2,5 Stunden. Der Computer hatte alle nötigen Anschlüsse, war erweiterbar, transportabel und wegen der ungewöhnlichen Farbe auch sehr auffällig.

## Technische Daten
- Baujahr: 1994
- Neupreis: $4.297 (1994), ca. 2.600 DM (1996)
- Prozessor: Intel i486DX2, 40 MHz oder 66 MHz
- Koprozessor: Ja
- Cache: 8 KB internes statisches RAM
- Arbeitsspeicher: 4–24 MB (aufrüstbar)
- Grafikkarte: Western Digital VGA Color, 80 × 25 Zeilen
- Grafikspeicher: 512K (S/W-Version), 1 MB (Farbversion)
- Display: Flüssigkristallbildschirm, Größe 9,4", Auflösung 640 × 480 VGA – 256 Farben, passive Matrix – dual scan (DSTN), hintergrundbeleuchtet
- Betriebssystem: Microsoft Windows 3.11 for Workgroups auf MS-DOS
- Festplatte: ATA-IDE, 120, 170, 240, 340, 450 MB
- Diskettenlaufwerk: Standard-3,5″-Diskettenlaufwerk mit 1,4 MB Speicher
- Anschlüsse: VGA, Parallel-Port, Seriell, PS/2, Steckplatz für Dockingstation
- PCMCIA: PCMCIA Version 3.02 Karten (vom Typ II) oder zweite Festplatte (vom Typ III)
- Tastatur: Olivetti mit 83 Tasten
- Maus: Trackball
- Akku: Kapazität ca. 4.000 mAh
- Lautsprecher: PC-Speaker
- Soundkarte: nicht vorhanden
- Abmessungen: 286 × 216 × 42,8 mm (bei geschlossenem Notebook, Farbversion)
- Gewicht: 2,270 kg (Schwarzweiß), 2,490 kg (Farbe)

## Vorinstallierte Software
- MS-DOS 6.2
- MS Windows 3.1
- Eigene Anwendungen
- Treiber (Bildschirmtreiber, PCMCIA, APM)
- Lotus Organizer (Terminkalender)
- Logitech Maus
- PCM-Plus
- Online Dokumentation
- Einführungsdemo